# Spinčič
Spinčič je priimek več znanih Slovencev:
- Ivo Spinčič (1903—1985), arhitekt